# Bombardier-MultiLevel-Doppelstockwagen
Bombardier-MultiLevel-Doppelstockwagen (englisch Bombardier MultiLevel Coach, abgekürzt Bombardier ML Coach) sind Doppelstockwagen von Bombardier Transportation für nordamerikanische Vorortbahnen, die seit 2006 gebaut werden.
Im Gegensatz zu den europäischen Doppelstockwagen, die ursprünglich vom Waggonbau Görlitz gebaut und heute unter dem Markennamen Bombardier-Doppelstockwagen vertrieben werden, sind die MultiLevel Coaches nach den Normen der AAR für die nordamerikanischen Eisenbahnen gebaut. Sie unterscheiden sich im Besonderen von den europäischen Wagen durch eine größere Fahrzeugbegrenzungslinie. Der Wagenkasten ist für die Aufnahme der gegenüber den europäischen Normen höheren Druckkräfte ausgelegt, weshalb die Öffnungen für Fenster und Türen im Vergleich zu europäischen Wagen wesentlich kleiner sind.

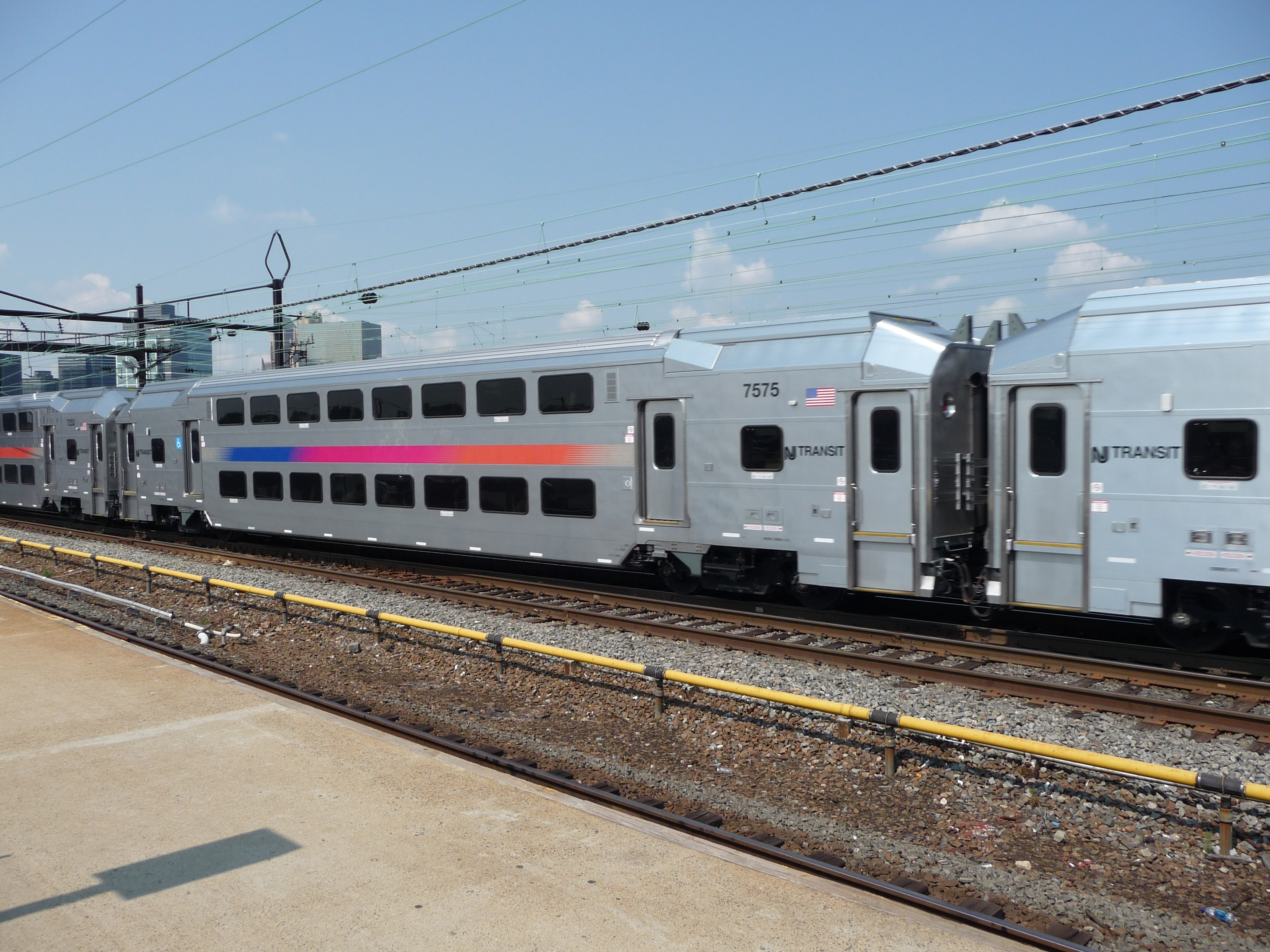
Die zusätzlichen Türen über den Drehgestellen sind ausschließlich für Hochbahnsteige ausgelegt.

Im Gegensatz zu den ebenfalls vom Bombardier angebotenen Bombardier-BiLevel-Doppelstockwagen verfügen die MultiLevel Coaches über ein kleineres Lichtraumprofil und zusätzliche Einstiege für Hochbahnsteige. Dies ermöglicht den Einsatz in den Tunneln zu den Innenstadtbahnhöfen von New York City und Montreal. Die Wagen verfügen pro Seite über zwei Türen für Hochbahnsteige und zwei Türen, die sowohl für Hoch- wie auch für Tiefbahnsteige verwendet werden können. An den Enden des Fahrzeuges befinden sich große Stehplatzbereiche. Im Sitzbereich befinden sich auf beiden Ebenen links und rechts des Mittelganges jeweils zwei Sitze in der Breite.

## Geschichte
Die Wagen wurden im Auftrag von New Jersey Transit und der Agence métropolitaine de transport in Montreal entwickelt.
Die erste Bestellung von New Jersey Transit von 2003 umfasste 100 Wagen, nämlich 15 Steuerwagen, 37 Zwischenwagen mit Toilette und 48 Zwischenwagen ohne Toilette. Die ersten Fahrzeuge wurden im Transportation Technology Center in Pueblo (Colorado) erprobt. Der fahrplanmäßige Einsatz begann 2006.
Bis 2010 wurden über 400 Wagen ausgeliefert.
MARC Train im Baltimore–Washington Metropolitan Area hat 54 Wagen aus einer Option von NJ Transit übernommen, die 2013 ausgeliefert werden sollten.